# عبده معروف محمد القواتي
عبده معروف محمد القواتي ضابط عسكري يمني، تعين مديراً عاماً للشرطة بمحافظة صنعاء في 9 سبتمبر 2014.

## مناصب وأدوار
المناصب التي تقلدها:
- قائد سرية في الأمن المركزي صنعاء.
- قائد كتيبة ومديراً للشئون المالية والإدارية محافظة مأرب.
- نائب رئيس العمليات فرع الأمن المركزي محافظة مأرب 98/99م
- قائد منطقة الشرفة الأمنية في بني حشيش من 2004م إلى 2006م
- نائب رئيس العمليات فرع الأمن المركزي محافظة صنعاء 2006م .
- أركان حرب قوات الأمن الخاصة محافظة صنعاء 2006م

مدير امن محافظة صنعا حاليا